# إدريس أبو بكر
إدريس أبو بكر (بالإنجليزية: Idris Abubakar)‏ هو سياسي نيجيري، ولد في 13 نوفمبر 1955 في ولاية غومبي في نيجيريا، وتوفي في 2002. حزبياً، نشط في All People's Party (Nigeria) ‏. وقد انتخب عضو مجلس الشيوخ في نيجيريا خلال فترته النيابية ‏.